# Berkshire (Lokomotive)

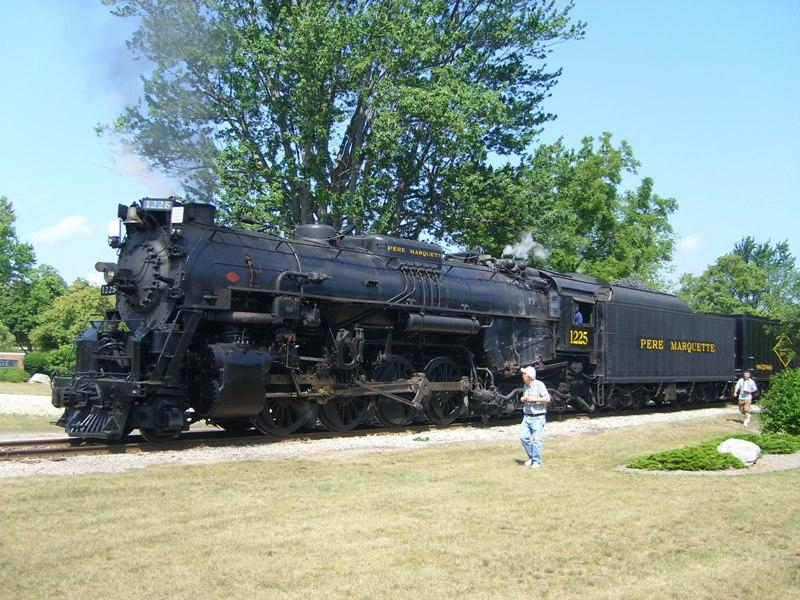
Zu den bekanntesten Berkshires in den USA gehört die Lokomotive 1225 der Pere Marquette Railroad, die als betriebsfähige Museumslokomotive im National Register of Historic Places der USA verzeichnet ist

Berkshire ist eine aus dem nordamerikanischen Sprachgebrauch stammende Bezeichnung für Dampflokomotiven mit der Achsfolge 2-8-4 nach der Whyte-Notation, die der deutschen Bauartbezeichnung 1’D2’ entspricht. Berkshire-Lokomotiven besitzen eine Vorlaufachse, vier gekuppelte Achsen und ein Nachlaufdrehgestell. In der Achsfolge entstanden sowohl leistungsfähige Expresszuglokomotiven wie auch schwere Güterzug- und Mehrzwecklokomotiven, in einigen Ländern wurde die Achsfolge auch für Tenderlokomotiven verwendet.

## Geschichte
Die erste Berkshire als Schlepptenderlokomotive entstand 1925 bei Lima in den USA mit dem Ziel einer gegenüber den bisher eingesetzten Mikados leistungsfähigeren Lokomotive vor allem für schnelle Güterzüge. Der Ersatz der Nachlaufachse der Mikado durch ein Drehgestell bot die Möglichkeit einer deutlich größeren Feuerbüchse und damit eines leistungsfähigeren Kessels. Bei Tests auf der Hauptstrecke der Boston & Albany (B&A), einer Tochtergesellschaft der New York Central Railroad (NYC), zwischen Boston und Albany durch die Berkshire Mountains im Westen des Bundesstaats Connecticut bewies die neue Bauart ihr Leistungsvermögen im Vergleich mit einer zwei Jahre alten Mikado der B&A recht deutlich. Von dieser ersten Einsatzstrecke erhielt die Achsfolge in den USA ihren Beinamen. Die B&A orderte bei Lima sofort 25 Maschinen mit dieser Achsfolge. Bereits 1893 hatte jedoch erstmals die Western Australian Government Railways Tenderlokomotiven dieser Achsfolge des schottischen Herstellers Neilson & Company erhalten und als WAGR-Klasse K eingereiht. Um die Jahrhundertwende kamen 1’D2’-Tenderlokomotiven auch bei Bahnen in Brasilien, Südafrika und Neuseeland zum Einsatz.
Lima führte seinen Prototyp auch bei weiteren Bahngesellschaften vor. Die Vorführungen und die Berichte über den erfolgreichen Einsatz auf der Strecke durch die Berkshires führten dazu, dass außer der B&A weitere Class-I-Gesellschaften größere Serien in dieser Achsfolge bestellten, vor allem für den Güterverkehr. Den Prototyp erwarb schließlich die Illinois Central (IC), zusammen mit 49 weiteren Maschinen. Außer Lima lieferten in den kommenden Jahren in Nordamerika auch ALCo und Baldwin sowie der kanadische Hersteller Montreal Locomotive Works (MLW) Berkshires. Insgesamt erhielten US-amerikanische Bahngesellschaften über 600 Lokomotiven dieser Achsfolge. Zu den Bahngesellschaften, die größere Serien beschafften, gehörten unter anderem die Erie Railroad, die Chesapeake & Ohio (die C&O verwendete für die Achsfolge die Bezeichnung Kanawha, nach dem in ihrem Netz liegenden Kanawha River), die Pere Marquette Railroad, die Nickel Plate Road (NKP), die Chicago & North Western  (C&NW) und die Louisville & Nashville (L&N). Mit 105 Stück beschaffte in den USA die Erie Railroad die meisten Lokomotiven dieser Achsfolge.
Die Mehrzahl der Maschinen blieb bis zum Ende der Dampflokzeit in den USA gegen Ende der 1950er Jahre im Einsatz; Berkshires zählten bei vielen Bahngesellschaften jeweils zu den letzten eingesetzten Maschinen. 1948 baute ALCo mit einer Berkshire für die Pittsburgh and Lake Erie Railroad seine letzte Dampflokomotive, ein Jahr später lieferte Lima mit einer Berkshire für die NKP ebenfalls seine letzte Dampflokomotive aus.
Während in den USA Berkshires vor allem schwere und schnelle Güterzüge bespannten, wurde die Achsfolge in Europa vor allem bei Schnellzuglokomotiven für anspruchsvolle Streckenverhältnisse verwendet. Eingesetzt wurden solche Maschinen schließlich in Österreich, Norwegen und Rumänien sowie der Tschechoslowakei und der Sowjetunion. Tenderlokomotiven dieser Achsfolge wurden in Europa vor allem im Personenzugverkehr eingesetzt; Einsatzländer waren Bulgarien, Deutschland und die Tschechoslowakei.

## Berkshire-Lokomotiven in ausgewählten Ländern

### Deutschland

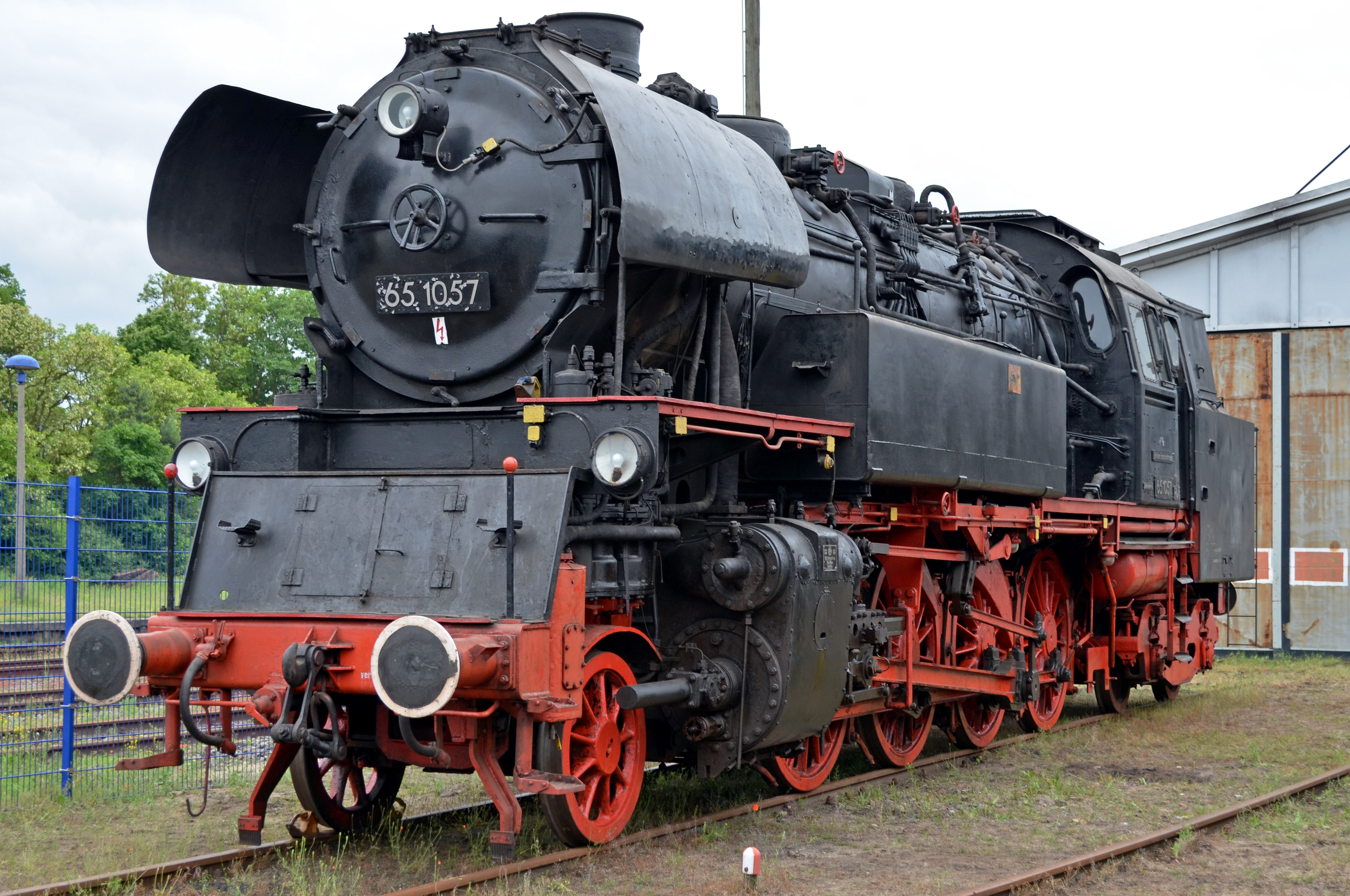
Lokomotive 65 1057 ist eine von drei erhaltenen Maschinen der DR-Baureihe 65.10, hier als nicht betriebsfähiges Ausstellungsstück im Bahnhof Basdorf

Berkshire-Schlepptenderlokomotiven gab es in Deutschland, abgesehen von den zwischen 1938 und 1945 im Bestand der Deutschen Reichsbahn als Baureihen 12.0 und 12.1 geführten österreichischen Reihen BBÖ 214 und BBÖ 114 nicht. Tenderlokomotiven dieser Achsfolge wurden nach dem Zweiten Weltkrieg von beiden deutschen Staatsbahnen beschafft. Während die beiden 65er-Baureihen für den gemischten Dienst und vor allem für schwere Züge im Vorort- und Berufsverkehr vorgesehen waren, war die Baureihe 83.10 eine ausgesprochene Nebenbahnlokomotive. Bedingt durch den bald nach ihrer Beschaffung einsetzenden Strukturwandel in der Zugförderung mit der Umstellung auf Diesel- und Elektrotraktion blieben alle drei Baureihen maximal etwa 20 Jahre im Einsatz, zuletzt setzte die Deutsche Reichsbahn bis 1977 die Baureihe 65.10 ein.
- DB-Baureihe 65, Baujahre 1951 bis 1956, 18 Stück
- DR-Baureihe 65.10, Baujahre 1954 bis 1957, 95 Stück[Anmerkung 1]
- DR-Baureihe 83.10, Baujahre 1955 bis 1956, 27 Stück

### Österreich

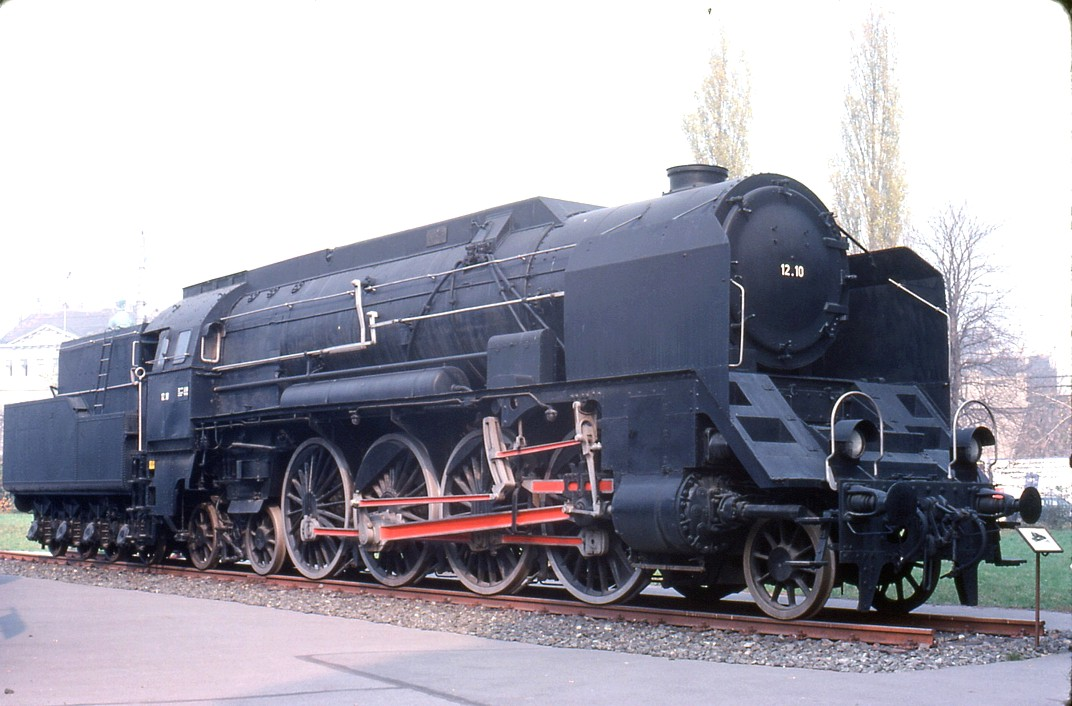
Lokomotive 12.10 ist die einzige erhaltene Maschine der Reihe 214, sie steht als Ausstellungsstück im Technischen Museum Wien

Die Bundesbahnen Österreich (BBÖ) benötigen in den 1920er Jahren leistungsfähige Schnellzuglokomotiven für die Westbahn zwischen Wien und Salzburg, nachdem der BBÖ-Vorstand in einer umstrittenen Entscheidung deren Elektrifizierung ausgesetzt hatte. Die Lokomotivfabrik Floridsdorf (WLF) und die Wiener Neustädter Lokomotivfabrik bauten je einen Prototyp, wobei erstmals in Europa die Achsfolge 1’D2’ für Schlepptenderlokomotiven verwendet wurde. Die von der WLF erbaute Variante als Reihe 214 mit zwei Zylindern setzte sich gegenüber der in Wiener Neustadt erbauten Dreizylinderversion der Reihe 114 durch und wurde mit weiteren 12 Stück gebaut. In Lizenz der WLF entstanden in Rumänien ab 1937 weitere 79 Maschinen, die von den dortigen Staatsbahnen Căile Ferate Române als Reihe 142 eingesetzt wurden. 1938 gingen die Lokomotiven nach dem Anschluss Österreichs an die Deutsche Reichsbahn über, die sie als Baureihen 12.0 (ehemals BBÖ 214) und 12.1 (ehemals BBÖ 114) bezeichnete. Nach dem Krieg behielten die neugegründeten ÖBB das Bezeichnungsschema der Reichsbahn für ihre Dampflokomotiven bei. Bedingt durch die 1952 abgeschlossene Elektrifizierung der Westbahn kamen die Lokomotiven zur Semmeringbahn als der letzten noch nicht elektrifizierten Magistrale im ÖBB-Netz. Die dortigen engen Radien in Verbindung mit dem langen Radstand der Maschinen sorgten jedoch für erhöhten Verschleiß, so dass die Reihe 12 1956 ihre letzten Plandienste verlor. Ein Verkauf der Maschinen ins Ausland kam nicht zustande, sie wurden Anfang der 1960er Jahre ausgemustert. In Rumänien blieb die dortige Reihe 142 bis etwa Mitte der 1970er Jahre im Einsatz.
- BBÖ 214, Baujahre 1928 bis 1936, 13 Stück
- BBÖ 114, Baujahr 1929, 1 Stück

### Norwegen

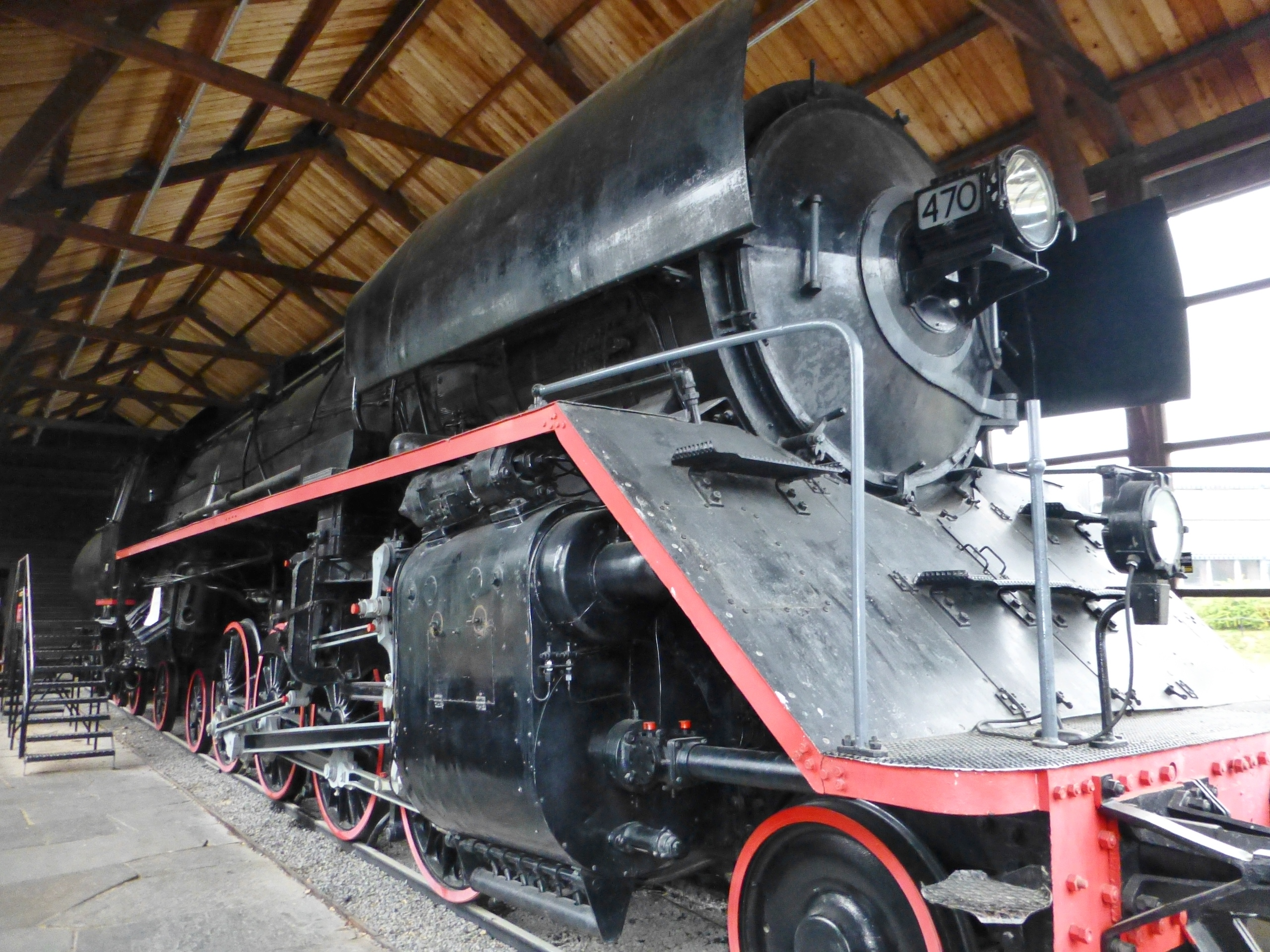
Lokomotive 470 steht als einziges erhaltenes Exemplar der Type 49 im Norsk Jernbanemuseum in Hamar

Die norwegischen Staatsbahnen NSB benötigten Anfang der 1930er Jahre aufgrund steigender Zuggewichte für ihre wichtige Hauptstrecke zwischen Oslo und Trondheim (Dovrebanen) leistungsfähigere Lokomotiven und griffen dafür ebenfalls auf die Achsfolge 1’D2’ zurück. Die als Vierzylinder-Verbundlokomotive ausgeführte NSB Type 49 zeigte sich den Anforderungen gewachsen und wurde schließlich mit insgesamt 18 Exemplaren bestellt. Kriegsbedingt kamen jedoch nur sieben Stück zur Auslieferung. Die Lokomotiven erwiesen sich zwar als leistungsfähig und sparsam, zugleich jedoch recht wartungsintensiv. Im Zuge der Verdieselung und Elektrifizierung ihres Netzes (Vekk med dampen) stellten die NSB die Maschinen daher bereits 1958 ab.
- NSB Type 49, Baujahre 1935 bis 1941, 7 Stück

### Sowjetunion

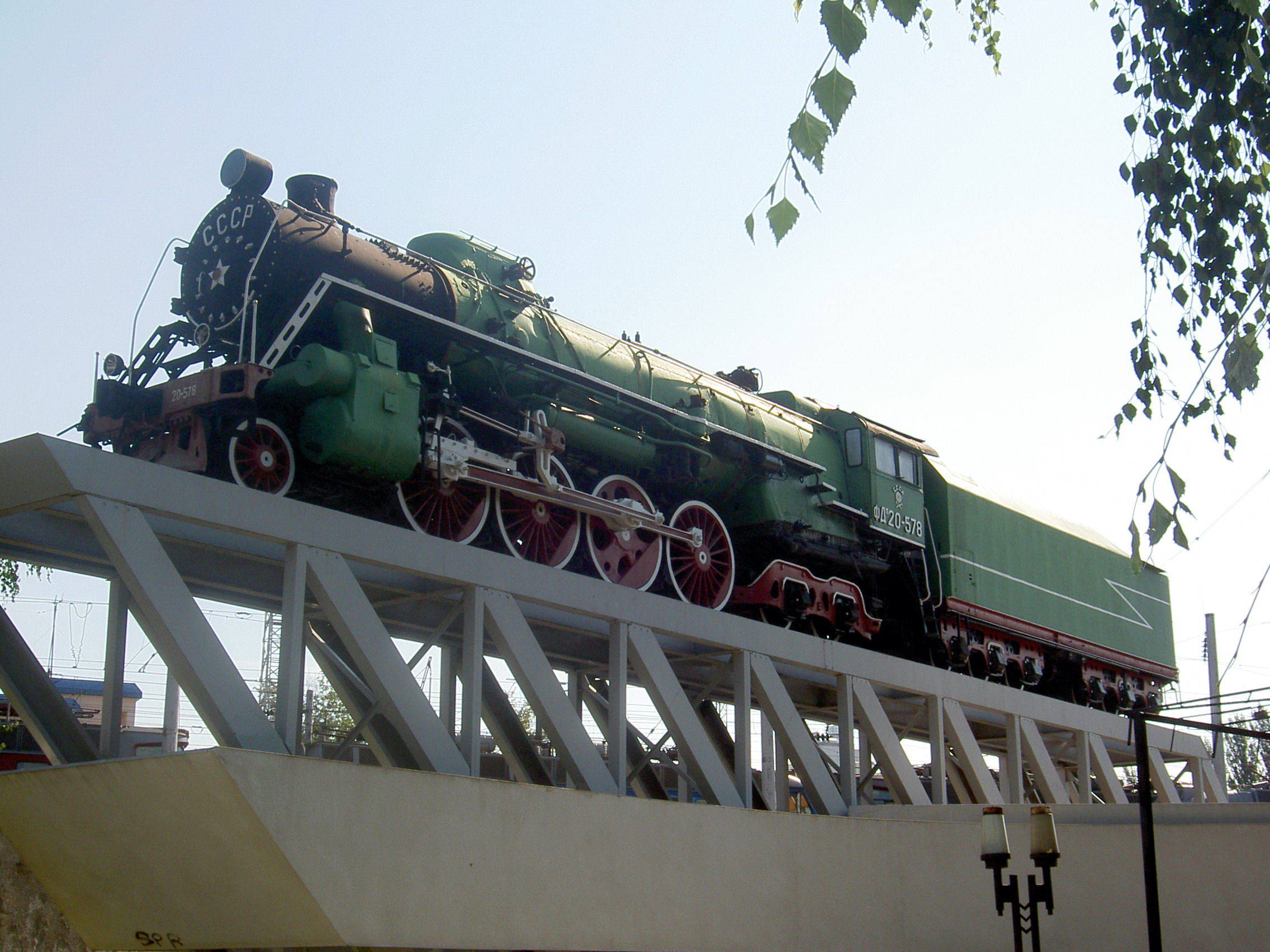
Lokomotive ИС-578 als Denkmallokomotive vor dem Bahnhof Kyjiw-Passaschyrskyj

Zunehmende Zuggewichte und steigende Nachfrage führten dazu, dass die ab 1924 gebauten Maschinen der SŽD-Baureihe Су (SU) für die Bespannung schwerer Schnellzüge allmählich nicht mehr ausreichten, bei der ab 1926 gebauten SŽD-Baureihe М hatte sich der Dreizylinderantrieb nicht bewährt. Auf Basis der projektierten schweren Güterzuglokomotive der SŽD-Baureihe ФД (FD) entwickelten die Ingenieure der Lokomotivfabrik Kolomna unter Leitung von Konstantin Suschkin die SŽD-Baureihe ИС (IS), die ihre Baureihenbezeichnung zu Ehren von Josef Stalin erhielt. Die Bauart als Berkshire wurde gewählt, um hinreichend Tragfähigkeit für die große Feuerbüchse zu erzielen und zugleich unter den gegebenen Infrastrukturparametern hinreichend Reibungsmasse für die Anfahrt auch schwerer Expresszüge zu erzielen. In Kolomna entstanden ab 1932 zunächst kleinere Serien zur Erprobung. Ab 1936 übernahm die Lokomotivfabrik Woroschilowgrad die Serienproduktion. Mit fast 650 Exemplaren ist die IS die meistgebaute Berkshire. Die Lokomotiven waren zum Zeitpunkt ihrer Entstehung die größten und leistungsfähigsten europäischen Personenzuglokomotiven und kamen bis zur Ablösung durch die neuere SŽD-Baureihe П36 (P36) ab 1955 auf vielen wichtigen Magistralen der Sowjetunion zum Einsatz, unter anderem auch zwischen Moskau und Leningrad (St. Petersburg). Die letzten Maschinen standen bis Anfang der 1970er Jahre im Einsatz, zuletzt auf Strecken in der Ukrainischen Sowjetrepublik.
- SŽD-Baureihe ИС, Baujahre 1932 bis 1942, 649 Stück

### Tschechoslowakei

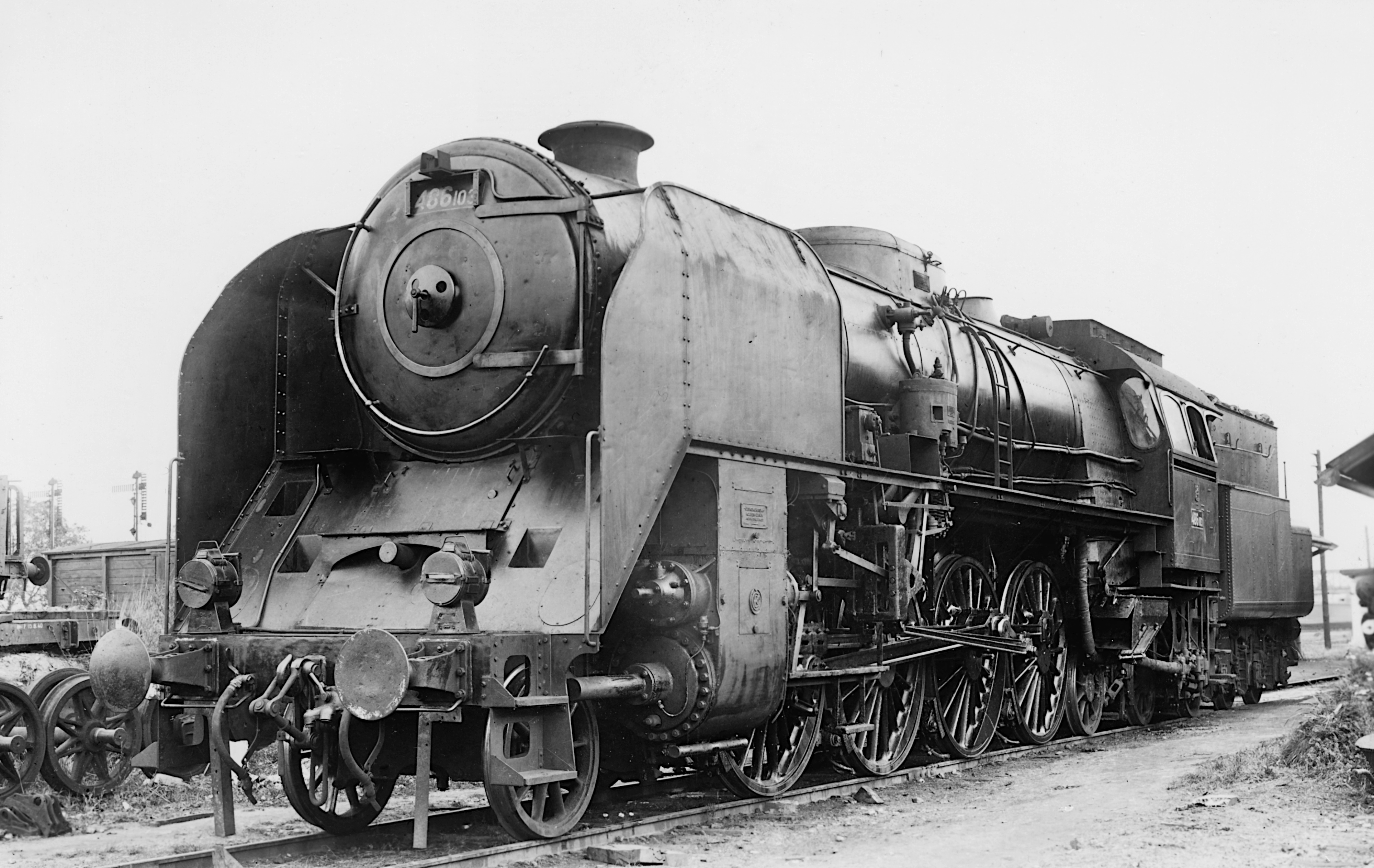
Die 486.103 auf einer Aufnahme von Werner Hubert in Dresden

In der Tschechoslowakei fand die Achsfolge 1’D2’ bei je einer Tender- und einer Schlepptenderlokomotivreihe Anwendung, wobei es jedoch bei vergleichsweise kleinen Stückzahlen blieb. Die bislang eingesetzten Dreikuppler der tschechoslowakischen Staatsbahnen Československé státní dráhy (ČSD) waren mit den zunehmenden Zuglasten im Personenzugverkehr rund um Prag in den 1920er Jahren allmählich überfordert. Daher beauftragten die ČSD die Lokomotivfabrik Českomoravská-Kolben a.s. mit der Entwicklung einer neuen Tenderlokomotive mit vier Kuppelachsen, der in mehreren kleinen Serien ab 1927 gelieferten ČSD-Baureihe 456.0. Die Maschinen blieben bis 1972 im Dienst der ČSD. 1934 kam die einzige Schlepptender-Berkshire der ČSD zur Auslieferung. Die von ČKD gelieferte ČSD-Baureihe 486.1 wurde Vergleichstests mit der die Achsfolge 2’D1’ (Mountain) aufweisenden ČSD-Baureihe 486.0 unterzogen, wobei die von Škoda erbaute Mountain besser abschnitt. Weitere Berkshires wurden durch die ČSD daher nicht beschafft, dagegen kamen in den Folgejahren mehrere Mountain-Baureihen für den Expresszugdienst sowie als Mehrzwecklokomotiven zur ČSD.
- ČSD-Baureihe 456.0, Baujahre 1927 bis 1932, 27 Stück
- ČSD-Baureihe 486.1, Baujahr 1934, 3 Stück